# Yngsjö kapell
Yngsjö kapell ligger längs med länsväg 118 strax söder om Yngsjö. Kapellet tillhör Åhus församling i Lunds stift. Kapellet uppfördes 1906.